# رامین قهرمانی
رامین آقازاده قهرمانی (۱۳۵۸–۱۳۸۸) یکی از جانباختگان اعتراضات به نتایج انتخابات ریاست جمهوری ایران (۱۳۸۸) است. وی در پی احضار در مورد رویدادهای پس از انتخابات، به اختیار، خود را به ماموران معرفی کرد اما ۱۵ روز بعد با بدنی که آثار شکنجه بر روی آن نمایان بود آزاد شد و تنها پس از دو روز، در ۲۷ تیرماه به دلیل وجود «لخته‌های خون» در سینه‌اش جان سپرد.
رامین قهرمانی بلافاصله پس از آزادی از بازداشت ۱۵ روزه در بازداشتگاه کهریزک در منزل دچار تشنج شده و پیش از رسیدن به بیمارستان، فوت کرده‌است. بر اساس این گزارش رامین قهرمانی به خانوادهٔ خود گفته بوده که در هنگام بازداشت او را از پا آویزان کرده بودند. سپس قتل او در شهریور ماه توسط «کمیته پیگیری حقوق بازداشت‌شدگان و آسیب‌دیدگان حوادث پس از انتخابات» تأیید شد.
در بهمن‌ماه ۱۳۸۸ هم عبدالحسین روح‌الامینی پدر محسن روح‌الامینی نیز به این موضوع اشاره کرد که نام رامین قهرمانی در گزارش کمیته پیگیری مجلس نیامده است و وی مقتول چهارم بازداشتگاه کهریزک است.